# Грабак, Йозеф
Йозеф Грабак (чеш. Josef Hrabák; 3 декабря 1912[…], Брно, Цислейтания[…] — 6 августа 1987[…], Брно) — чешский литературовед.
На протяжении почти всей жизни был связан с Масариковым университетом в Брно: в 1935 г. окончил его со специализацией по чешской и французской литературе, в 1937 г. защитил диссертацию, а в 1945—1978 годах преподавал; в 1953—1970 годах заведовал кафедрой чешской литературы, в 1954—1960 годах декан филологического факультета.
Основные работы Грабака посвящены истории чешской литературы, сравнительному литературоведению, стиховедению. Известны его монографии «К методологии изучения древнечешской литературы» (чеш. K metodologii studia starší české literatury; 1962) и «О характере чешского стиха» (чеш. O charakter českého verše; 1970). В 1937 году Грабак был принят в Пражский лингвистический кружок. В 1965 году избран членом-корреспондентом АН ЧССР.